# Jan Oosterhof
Jan Oosterhof (Haarlemmermeer, 6 februari 1946) is een Nederlands politicus voor de VVD.
Hij was vanaf 1995 lid van de Gedeputeerde Staten in de provincie Overijssel voor hij in januari 2001 burgemeester werd van de gemeente Kampen. In oktober 2009 werd hij opgevolgd door Bort Koelewijn.